# Établissement urbain de Pindouchi
L'établissement urbain de Pindouchi (en russe : Пи́ндушское городское поселение) est une entité municipale de Russie formée en 2004, du raïon de Medvejiegorsk dans la république de Carélie. Son siège administratif est la commune urbaine de Pindouchi.

## Géographie
L'établissement urbain se situe dans le raïon de Medvejiegorsk, un des raïons de la république de Carélie,,,,. Le raïon et la république se trouvent dans le nord de la Russie européenne.
La commune de Pinduchi s'étend sur 7 623,62 kilomètres carrés. Pinduchi est bordée à l'est par Poventsa du raïon de Karhumäki, au sud par Karhumäki, à l'ouest par Tchopina et au nord par Papinkoski du raïon de Segueja. La majorité de la zone est constituée de forêts et de plans d'eau.

## Population
Recensements (*) et estimations de la population,:
| 2010* | 2021* | 2023  | - |
| ----- | ----- | ----- | - |
| 5 128 | 4 377 | 4 254 | - |

## Localités
L'établissement urbain compte 9 localités,,,.
| Nom             | Nom russe    | Statut         | Population (2013) |
| --------------- | ------------ | -------------- | ----------------- |
| Vanzozero       | Ванзозеро    | possiolok      | 0                 |
| Velikaïa Gouba  | Великая Губа | possiolok      | 0                 |
| Vitchka         | Вичка        | gare           | 124               |
| Loumboutchi     | Лумбуши      | hameau         | 368               |
| Loumboutchozero | Лумбушозеро  | gare           | 0                 |
| Malyga          | Малыга       | gare           | 0                 |
| Masselga        | Масельгская  | gare           | 20                |
| Pindouchi       | Пиндуши      | commue urbaine | 3842 (pop 2023)   |
| Salmagouba      | Салмагуба    | hameau         | 1                 |